# Miroslav Mamula
Miroslav Mamula (5. června 1930 Slezská Ostrava – 6. května 1986 Ostrava) byl český a československý politik Komunistické strany Československa, od roku 1970 krajský tajemník KSČ na Ostravsku, poslanec Sněmovny lidu Federálního shromáždění za normalizace. Byl to komunista stalinistického typu, který se po roce 1968 stal symbolem takzvané normalizace v regionu a jeho působení je vnímáno velmi negativně.

## Biografie
V letech 1969–1970 působil jako tajemník a od roku 1970 coby vedoucí tajemník Krajského výboru KSČ pro Severomoravský kraj. 26. června 1970 byl kooptován za člena Ústředního výboru Komunistické strany Československa. XIV. sjezd KSČ, XV. sjezd KSČ, XVI. sjezd KSČ a XVII. sjezd KSČ ho ve funkci potvrdil. V roce 1973 získal Řád Vítězného února, roku 1980 Řád práce. Proslul pořádáním mimořádných pracovních sobot (tzv. Mamulova sobota).
Ve volbách roku 1971 zasedl do Sněmovny lidu (volební obvod č. 115 – Frýdek-Místek, Severomoravský kraj). Mandát získal i ve volbách roku 1976 (obvod Frýdek-Místek) a volbách roku 1981 (obvod Frýdek-Místek). Ve Federálním shromáždění setrval do své smrti roku 1986.